# Тальма (приток Лозьвы)
Тальма — река в Свердловской области России. Протекает по Серовскому и Гаринскому городским округам. Небольшой участок верхнего течения в Ивдельском городском округе.
Исток на водоразделе рек Лозьва и Сосьва (река), в 8 км южнее озера Верхнетальминское. От истока течёт на север, протекает через Верхнетальминское и далее течёт по болотистой местности на восток, затем на юго-восток и юг, сильно петляя. Принимает справа протоку из озера Нижнетальминское, затем реки Малая Тальма (в 62 км от устья) и Синдейка (в 56 км от устья). В 2,2 км от устья также справа в Тальму впадает река Ушма. В междуречье Тальмы и Синдейки расположено озеро Володькино.
Устье реки находится в 127 км по правому берегу реки Лозьва. Высота устья — 61,3 м над уровнем моря. Длина реки составляет 101 км. Площадь водосборного бассейна — 740 км².

## Данные водного реестра
По данным государственного водного реестра России относится к Иртышскому бассейновому округу, водохозяйственный участок реки — Тавда от истока и до устья, без реки Сосьва от истока до водомерного поста у деревни Морозково, речной подбассейн реки — Тобол. Речной бассейн реки — Иртыш.
Код объекта в государственном водном реестре — 14010502512111200009465.